# هجوم شالي العنقودي 1995
هجوم شالي العنقودي هو هجوم وقع في 3 يناير 1995، عندما قصفت الطائرات المقاتلة الروسية مدينة شالي الشيشانية بالقنابل العنقودية.

## الأحداث
وبحسب ما ورد تم إسقاط 18 قنبلة عنقودية على شالي وما حولها في ذلك اليوم على عدة دفعات. أصابت القنابل سوقًا على جانب الطريق أولاً، تليها محطة وقود،  ومستشفى، حيث كان المدنيون، وكذلك أسرى الحرب الروس، يعالجون.   ثم توجهت الطائرة لقصف مقبرة. كما تم استهداف مدرسة ومزرعة جماعية. 
قُتل 55 شخصا على الأقل (من بينهم خمسة من العاملين في المجال الطبي) وجُرح 186. وقدرت تقديرات مكتب حقوق الإنسان الرئاسي الروسي عدد القتلى بأكثر من 100 شخص. ولم يتم الإبلاغ عن أي أهداف عسكرية في المنطقة وقت الهجوم. 
وأعلن مكتب بوريس يلتسين وقف الغارات الجوية على غروزني، لكن البيان لم يستبعد استخدام المدفعية الثقيلة التي ألحقت أضرارا بأهداف مدنية. وأثارت التكتيكات العسكرية المخاوف بشأن سقوط ضحايا من المدنيين، مما أدى إلى احتجاجات في روسيا وإثارة انتقادات من الحكومات الغربية. 

## روابط خارجية
- (بالبولندية) Czeczenka opowiedziała straszną historię, Dziennik Polska-Europa-Świat, September 17, 2007